# Trygodes merta
Trygodes merta är en fjärilsart som beskrevs av Druce 1892. Trygodes merta ingår i släktet Trygodes och familjen mätare. Inga underarter finns listade i Catalogue of Life.